# Александар Дранков
Александар Осипович Дранков (руски: Алекса́ндр О́сипович Дранко́в; (Феодосија, Русија 18. јануар 1886 – Сан Франциско, Калифорнија, 3. јануар 1949) био је руски фотограф, филмски режисер и продуцент, који се сматра једном од најважнијих личности почетака руске кинематографије. Почетком 20. века је стекао велики углед као фотограф у Санкт Петербургу и 1907. године основао филмско предузеће које ће постати велики конкурент Александру Ханжонкову. Дранков је почео са снимањем документарних филмова те стекао успех захваљујући томе што је на филму забележио угледног књижевника Лава Толстоја недуго пред његову смрт. Године 1908. је продуцирао Стењка Разин, који се сматра првим играним филмом у Русији. Каријеру му је прекинула руска револуција 1917. године; након што је у пар филмова након фебруарске револуције подржавао нови режим, побегао је из Петрограда после његовог збацивања од стране бољшевика. Као и његов конкурент Ханжонков, уточиште је нашао на Криму где је снимао порнографске филмове; одатле је након пораза Беле гарде пребегао у Турску, а потом у Париз и САД. Након неуспешних покушаја да обнови каријеру у Француској и Холивуду, отворио је фотографску радњу у Сан Франциску где је живео до смрти. Поседовао је и свој филмски студио Александар Дранков, који је био активан почетком 20. века

## Филмографија

### Филмови које је продуцирао
| Год.  | Назив                                       |
| ----- | ------------------------------------------- |
| 1916. | Лислиј - Камерман (кратки филм)             |
| 1916. | Лислиј позван на вечеру (кратки филм)       |
| 1916. | Лислиј у љубави са плесачицом (кратки филм) |
| 1915. | Диадиа Пуд у луна парку (кратки филм)       |
| 1908. | Велики човек (кратки филм)                  |
| 1908. | Жестоки борац (кратки филм)                 |
| 1908. | Свадба Кречинског (кратки филм)             |
| 1908. | Стенка Разин (кратки филм)                  |

### Филмови за које је писао сценарио
| Год.  | Назив |
| ----- | --- |
| 1916. | Останите у својим империјалним величанствима са Августовом породицом у Јевпаторији (кратки, документарни филм) |
| 1910. | Авантуре у парку (кратки филм)                                                                                 |
| 1909. | Тарас Буљба (кратки филм)                                                                                      |
| 1908. | Велики човек (кратки филм)                                                                                     |
| 1908. | Свадба Кречинског (кратки филм)                                                                                |
| 1907. | Борис Годунов (кратки филм)                                                                                    |

### Филмови у којима је радио као директор фотографије
| Год.  | Назив                           |
| ----- | ------------------------------- |
| 1908. | Велики човек (кратки филм)      |
| 1908. | Жестоки борац (кратки филм)     |
| 1908. | Свадба Кречинског (кратки филм) |
| 1908. | Свадба Кречинског (кратки филм) |
| 1907. | Борис Годунов (кратки филм)     |